# Resolutie 1125 Veiligheidsraad Verenigde Naties
Resolutie 1125 van de Veiligheidsraad van de Verenigde Naties werd unaniem door de
VN-Veiligheidsraad aangenomen op 6 augustus 1997 en stemde in met een Afrikaanse vredesmacht in de Centraal-Afrikaanse Republiek

## Achtergrond
De periode na de onafhankelijkheid van de Centraal-Afrikaanse Republiek werd gekenmerkt door opeenvolgende staatsgrepen. Begin jaren 1990 werd een meerpartijensysteem gecreëerd en volgden verkiezingen. Eén en ander verliep onregelmatig en de spanningen in het land liepen op. De ongelijke behandeling van officieren leidde in 1996-1997 tot muiterij in het leger. Een slecht bestuur en economische problemen destabiliseerden het land. Er werd een Afrikaanse vredesmacht gestationeerd die in 1998 werd afgelost door een VN-vredesmacht, die in 2000 weer vertrok.

## Inhoud
De Veiligheidsraad:
- Bezorgd om de ernstige crisis in de Centraal-Afrikaanse Republiek.
- Tevreden over de ondertekening van de Bangui-Akkoorden en de interafrikaanse missie MISAB voor het toezicht erop.
- Bezorgd dat voormalige muiters en militieleden wapens blijven dragen, in tegenstelling tot de akkoorden.
- Neemt nota van de brief van de president van de Centraal-Afrikaanse Republiek.
- Neemt nota van de brief van Gabon in naam van het Internationaal Comité voor de opvolging van de Bangui-Akkoorden.
- Constateert dat de situatie in de Centraal-Afrikaanse Republiek de internationale vrede in de regio bedreigt.

1. Verwelkomt de inspanningen van de MISEB-lidstaten.
2. Keurt de verdere uitvoering van de MISAB-operatie goed.
3. Autoriseert de deelnemers om zich van de veiligheid en bewegingsvrijheid van hun personeel te verzekeren.
4. Besluit die autorisatie te beperken tot drie maanden.
5. Benadrukt dat de kosten van de macht op vrijwillige basis worden gedragen.
6. Vraagt de deelnemende lidstaten om de twee weken te rapporteren.
7. Besluit actief op de hoogte te blijven.

## Verwante resoluties
- Resolutie 1136 Veiligheidsraad Verenigde Naties
- Resolutie 1152 Veiligheidsraad Verenigde Naties (1998)

Lijst ·  1093 ·  1094 ·  1095 ·  1096 ·  1097 ·  1098 ·  1099 ·  1100 ·  1101 ·  1102 ·  1103 ·  1104 ·  1105 ·  1106 ·  1107 ·  1108 ·  1109 ·  1110 ·  1111 ·  1112 ·  1113 ·  1114 ·  1115 ·  1116 ·  1117 ·  1118 ·  1119 ·  1120 ·  1121 ·  1122 ·  1123 ·  1124 ·  1125 ·  1126 ·  1127 ·  1128 ·  1129 ·  1130 ·  1131 ·  1132 ·  1133 ·  1134 ·  1135 ·  1136 ·  1137 ·  1138 ·  1139 ·  1140 ·  1141 ·  1142 ·  1143 ·  1144 ·  1145 ·  1146